# Changin’ Lanes
Changin’ Lanes – ósmy studyjny album amerykańskiego rapera Lil’ Keke’a. Został wydany 25 listopada, 2003 roku. Jest to jego pierwszy podwójny album. Gościnnie występują Z-Ro, 8Ball & MJG, Paul Wall, Slim Thug, Lil’ Flip, Big Hawk i wielu innych.

## Lista utworów

### CD 1: Hiway
| #  | Tytuł                     | Goście               | Czas |
| -- | ------------------------- | -------------------- | ---- |
| 1  | Intro                     |                      | 2:10 |
| 2  | When We Ride              | Z-Ro                 | 3:49 |
| 3  | Pimp Tha Pen III          | DJ Screw & Slim Thug | 3:23 |
| 4  | Do You Wanna Ride, Part 2 |                      | 3:59 |
| 5  | Skit                      |                      | 0:56 |
| 6  | We Comin' Back            |                      | 3:42 |
| 7  | Feel Good Don't It        |                      | 3:49 |
| 8  | Ready 2 Rock              |                      | 4:36 |
| 9  | Gangstas                  |                      | 3:45 |
| 10 | Commercial                |                      | 0:32 |
| 11 | Never Gone Give Up        |                      | 3:39 |
| 12 | Get Paid                  |                      | 4:04 |
| 13 | Bounce and Turn (Remix)   |                      | 4:30 |
| 14 | Southside Wit Me          |                      | 4:38 |
| 15 | Outro                     |                      | 1:32 |

### CD 2: Underground
| #  | Tytuł                 | Goście                         | Czas |
| -- | --------------------- | ------------------------------ | ---- |
| 1  | Intro Welcome         |                                | 2:47 |
| 2  | The Underground       | Slim Thug                      | 4:47 |
| 3  | Oh Buddy              | 8Ball & MJG                    | 6:19 |
| 4  | Creases and Pieces    |                                | 5:58 |
| 5  | Till It Ain't No More |                                | 4:28 |
| 6  | Street Fame           |                                | 0:39 |
| 7  | Commercial            | Lil’ Flip, Big Hawk & Papa Reu | 7:00 |
| 8  | P.W.A. (Remix)        |                                | 6:23 |
| 9  | Wild Out              |                                | 5:01 |
| 10 | Skit                  |                                | 0:50 |
| 11 | 713                   | Big Pokey & Mussilini          | 5:55 |
| 12 | Relax Ya Mind         |                                | 5:43 |
| 13 | Da South              |                                | 5:50 |
| 14 | Outro                 |                                | 3:08 |